# Saison 1974-1975 de la Juventus FC
Maillots
Chronologie
Saison précédente Saison suivante
La saison 1974-1975 de la Juventus Football Club est la soixante-douzième de l'histoire du club, créé soixante dix-huit ans plus tôt en 1897.
Le club turinois prend part ici lors de cette saison à la 73e édition du championnat d'Italie (44e de Serie A), à la 27e édition de la Coupe d'Italie (en italien Coppa Italia), ainsi qu'à la 4e édition de la Coupe UEFA.

## Historique
La Juventus FC, à deux doigts d'un nouveau titre lors de la saison précédente, espère plus de réussite au cours de cette nouvelle saison.
Le président du club Giampiero Boniperti fait confiance cette saison à un de ses amis et anciens coéquipiers, une ancienne gloire du club en provenance de Novare, Carlo Parola (qui avait déjà entraîné le club bianconero durant une saison en 1961-62). Il remplace donc à ce poste le sicilo-tchécoslovaque Čestmír Vycpálek qui lui, devient alors observateur pour le club.

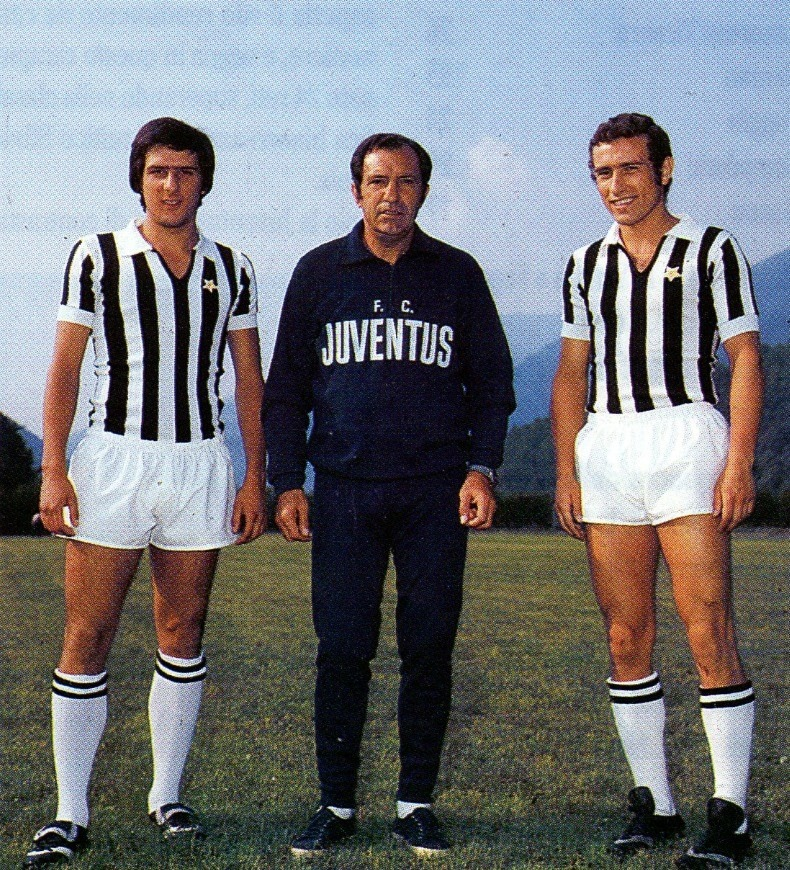
L'entraîneur Parola parmi les nouveaux achats de la saison : le libéro et futur légend bianconera Scirea (gauche), et l'ailier Damiani (droit).

Cette saison commence par le départ à la retraite à 34 ans du capitaine emblématique du club depuis 1970, Sandro Salvadore, remplacé par Pietro Anastasi qui porte désormais le brassard.
Pour remplacer Salvadore, le recruteur de jeunes de la Juve, Luciano Moggi, repère un jeune talent en la personne du libéro Gaetano Scirea, qui finit par rejoindre le club à l'âge de 21 ans (il deviendra l'un des plus grands joueurs de l'histoire du club).
Un troisième gardien de but est ensuite ajouté à l'effectif, Giancarlo Alessandrelli, tandis qu'au milieu de terrain arrivent au club le jeune formé au club Alberto Marchetti (de retour de prêt) ainsi que le talentueux Giuseppe « Oscar » Damiani.
C'est donc avec un effectif peu modifié que Parola, toujours avec le même noyau de joueurs, peut débuter cette saison avec son club de cœur qui commence comme depuis maintenant plusieurs années par la Coppa Italia à la fin du mois d'août.
La Vieille Dame démarre en trombe avec une victoire écrasante 4-0 contre Varese le mercredi 28 août 1974 (buts de Anastasi, Damiani (doublé) et Bettega), avant d'ensuite remporter facilement ses trois matchs suivants, lui permettant de terminer haut la main première de son groupe de qualification.
Le second tour n'a lui lieu que plusieurs mois plus tard au mois de mai, ce qui n'empêche pas la Juventus de ne pas perdre la main, en infligeant à l'extérieur une sévère correction à Bologne 5 buts à 0 (triplé d'Anastasi et buts de Cresci contre son camp et de Viola), avant de subir ensuite deux revers consécutifs contre les deux clubs milanais (l'Inter puis le Milan). Le 4 juin, Bettega donne l'unique but de la victoire du match retour contre les bolonais, avant que quatre jours plus tard, les bianconeri ne se vengent de l'Inter avec un succès 6 à 2 au Stadio San Siro (avec deux doublés de Anastasi et Viola puis des buts de Scirea et Cuccureddu). Le dernier match de la compétition voit également la Juve laver l'affront de l'aller en s'imposant 2-1 sur le Milan (avec des buts de Scirea et Damiani) le 22 juin. Mais avec finalement quatre victoires pour deux défaites, les turinois ne terminent que seconds à un seul point du Milan, à donc deux doigts de la finale.

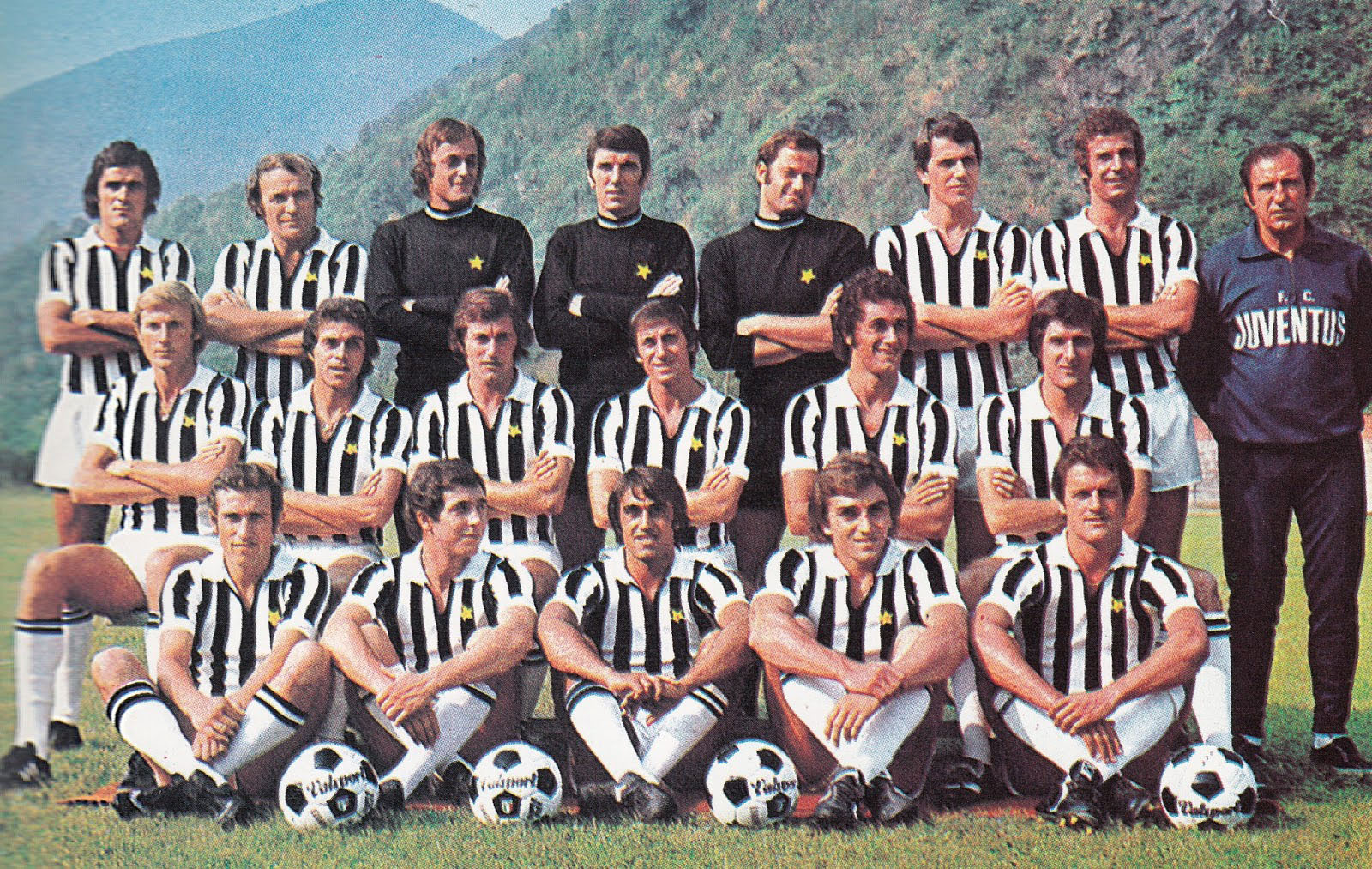
L'équipe juventina champions d'Italie

Au niveau continental, le club juventino retrouve pour cette année la Coupe de l'UEFA.
Lors de cette édition 1974-75 débutant au mois de septembre, l'équipe du Piémont se rend en Allemagne lors de sa première rencontre pour affronter le Vorwärts Francfort (avec à la clé une défaite 2-1 avec un but juventino de Capello). Au pied du mur, l'équipe du Piémont a l'avantage du terrain au retour et en profite à la suite de son succès 3 buts à rien (à la suite des buts d'Anastasi, Hause contre son camp et Altafini). Qualifiés pour les 16e-de-finale, la Juventus s'impose lors du match aller sur le score de 4 à 2 à l'Easter Road, l'antre de l'Hibernian (grâce à un but de Capello, Altafini (doublé) et Cuccureddu) puis écrase les écossais au retour sur le large score de 4 buts à rien (grâce aux buts de Bettega, Anastasi sur doublé et Altafini). Au tour suivant, les zèbres se retrouvent confrontés à leur premier vrai gros morceau, à savoir l'Ajax Amsterdam (tombeurs de la Juve deux saisons auparavant en finale de la C1), mais prennent l'avantage à domicile sur le plus petit des scores le 27 novembre grâce à Damiani. Après avoir éliminés le club néerlandais (à la suite d'une défaite au retour 2-1 au Stadion De Meer (but de Capello) suffisante pour passer), une nouvelle équipe allemande se voit barrer la route des piémontais, le Hambourg SV, qui se fait dominer deux buts à zéro au Stadio Comunale (réalisations de Capello et Viola) avant de réaliser un score vierge en Allemagne. Une fois dans le dernier carré, c'est au tour des néerlandais de Twente de se retrouver sur le chemin de la Vecchia Signora. Et le jeu tourne à l'avantage des bataves, surprenant chez eux la Juventus 3 à 1 (malgré un but bianconero d'Altafini), prenant une sérieuse option pour la qualification en finale. Le retour en Italie ne fut pas plus concluant puisque la Juve fut à nouveau battue 1 but à rien, l'aventure européenne s'arrêtant donc ici au stade de la demi-finale.

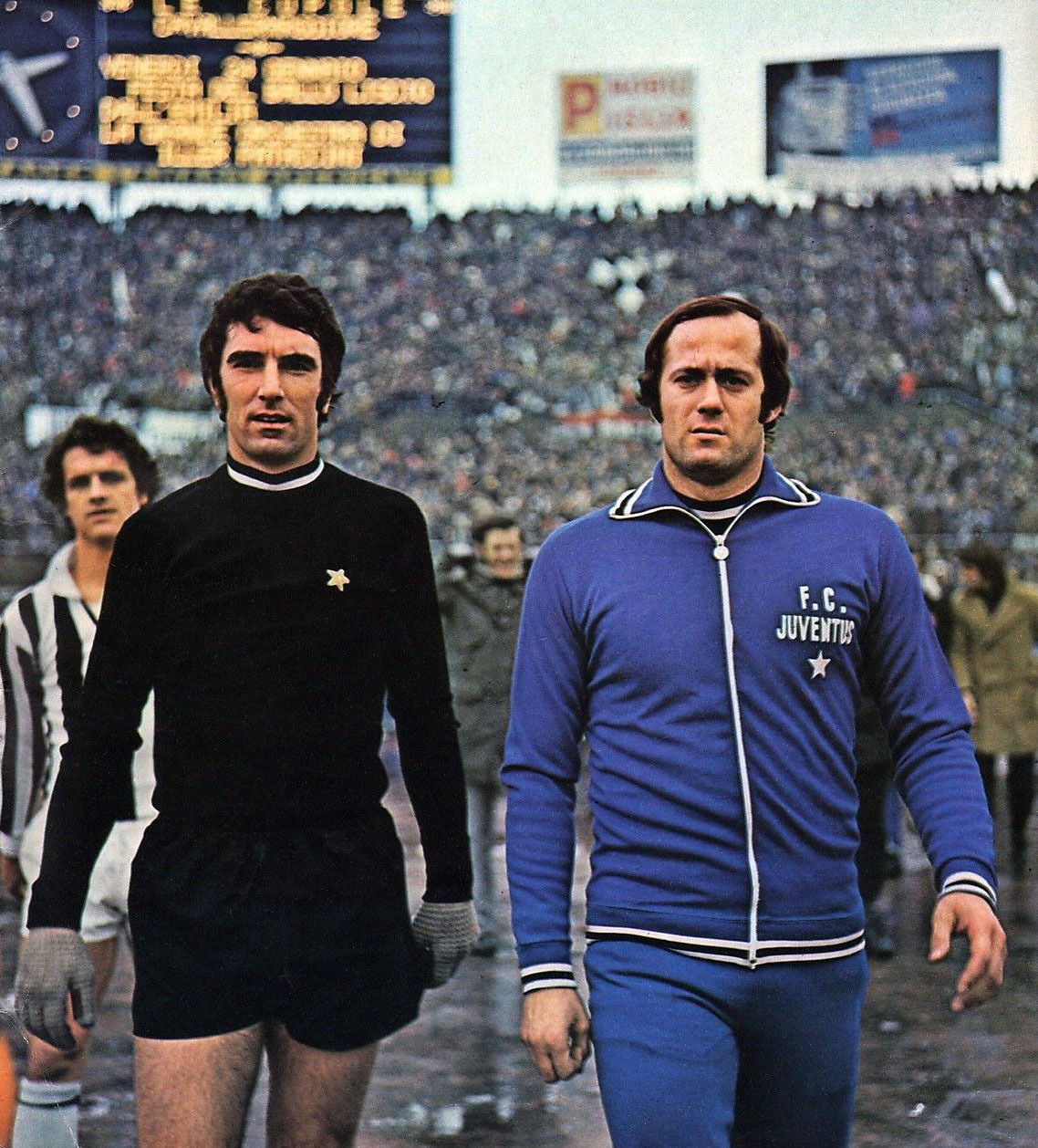
Les gardiens bianconeri de la saison 1974-1975, le titulaire Zoff et Piloni, au stade communal de Turin.

Ayant perdu leur titre lors de la saison précédente, les bianconeri ont cette saison à cœur de se racheter avec un nouveau trophée national.
Et c'est pourtant de la plus mauvaise des manières que débute leur saison avec une défaite dès le premier match le dimanche 6 octobre, un revers 2-1 sur le terrain de Bologne (but juventino de Anastasi), insuffisant pour ternir la confiance des turinois, se lançant ensuite à partir de la 3e journée dans une série de cinq victoires consécutives. Lors de la 10e journée, la Juventus marque les esprits en étrillant Naples chez elle sur le score fleuve de 6 buts à 2 (avec des réalisations d'Altafini, Damiani (doublé), Bettega, Causio et Viola).
Cette année, l'élection du Ballon d'or 1974 a lieu le 31 décembre, avec dans le classement final un seul joueur de la Juve, l'attaquant oriundo Jose Altafini, qui termine à la 15e place finale avec un seul vote à son actif.
Le 5 janvier 1975, pour la première partie de la nouvelle année, l'équipe juventina s'incline pour la seconde fois de la saison 1-0 contre le tenant du titre de la Lazio, puis moins d'un mois plus tard ne peut faire mieux qu'un triste 0-0 contre les bolonais lors du premier match de la phase des matchs retours. Ensuite sur une bonne série de résultats positifs, la Vieille Dame ne perdra plus un seul match jusqu'au 16 mars et une défaite 1 buts à 0 au Stadio Olimpico contre la Roma. Les trois journées d'après sont très importante pour la Juventus, qui s'impose tout d'abord sur l'Inter un but à rien grâce à Cuccureddu lors de l'attendu Derby d'Italia de la 23e journée, mais perd ensuite le Derby della Mole 3-2 contre le Torino (buts de Bettega et de Capello pour la Juve), avant de frapper un grand coup dans la course au titre en se défaisant de Naples 2 buts à 1 à domicile (grâce aux réalisations de Causio et d'Altafini). Le 27 avril, elle écrase facilement 4-0 la Lazio (avec un but d'Altafini et un triplé d'Anastasi), avant de parfaitement réussir son sprint final avec quatre succès en autant de matchs (mettant en déroute à Turin 5-0 le Lanerossi Vicence lors du dernier match avec un doublé de Damiani puis des buts de Bettega, de Anastasi et de Cuccureddu).
Avec à la fin de la saison un total de 43 points pris sur 60 possibles (deux de plus que Naples), la Juventus FC termine de la meilleure des manières sa saison en s'adjugeant là son 16e titre de champion d'Italie

« [...] La Juventus joue bien, gagne toujours et n'est ni lombarde, ni émilienne, ni vénétienne, ni toscane: elle appartient à une région [Piémont] ayant renforcée l'armée et la bureaucratie nationale: dans cette région, la capitale fut également capitale d'Italie [...] Aucune ville périphérique n'avait de haine envers eux [Turin] à l'époque des Communes [Italie non-unifiée]. Elle combattait désormais les équipes décadentes du Quadrilatère [quatre régions citées plus haut] et offraient aux autres italiens la satisfaction d'humilier les principales villes qui régnaient depuis le Moyen Âge : les romagnoles étaient ravis lorsque Bologne était battue par la Juventus tout comme certains lombards étaient ravis lorsque les milanais venaient battre Bergame, Brescia ou Crémone, ces mêmes lombards ayant leur propres équipes, et qui se voyaient être régulièrement vengés par la Juventus. »

— Gianni Brera, Storia critica del calcio italiano, 1975.
C'est cette saison le jeune attaquant Pietro Anastasi qui termine à nouveau avec le titre de meilleur buteur du club toutes compétitions confondues avec 21 buts (il devient également le 4e joueur juventino de l'histoire à terminer meilleur buteur de la Coppa Italia avec ses 9 buts, ce qui n'était plus arrivé depuis la saison 1964-65).
Carlo Parola, ayant pris les rênes d'une équipe au point déjà mise en place, se réinstalle donc au sommet de la hiérarchie du football italien. La Juventus est donc plus que jamais inscrite dans un nouveau cycle victorieux, ne lui manquant plus qu'un succès continental.

## Déroulement de la saison

### Résultats en championnat
- Phase aller

| dimanche 6 octobre 1974 1re journée | Bologne                  | 2 - 1 | Juventus     | Stadio Comunale, Bologne 15h00 Arbitre : Lattanzi |
| dimanche 6 octobre 1974 1re journée | Savoldi 21e · Cresci 72e |       | 22e Anastasi | Stadio Comunale, Bologne 15h00 Arbitre : Lattanzi |

| dimanche 13 octobre 1974 2e journée | Juventus                   | 2 - 1 | Milan       | Stadio Comunale, Turin 15h00 Arbitre : Gialluisi |
| dimanche 13 octobre 1974 2e journée | Bettega 20e · Anastasi 57e |       | 32e Benetti | Stadio Comunale, Turin 15h00 Arbitre : Gialluisi |

| dimanche 20 octobre 1974 3e journée | Varese | 0 - 0 | Juventus | Stadio Franco Ossola, Varèse 14h30 Arbitre : Barbaresco |
| dimanche 20 octobre 1974 3e journée |        |       |          | Stadio Franco Ossola, Varèse 14h30 Arbitre : Barbaresco |

| dimanche 27 octobre 1974 4e journée | Juventus                                     | 4 - 0 | Ascoli | Stadio Comunale, Turin 14h30 Arbitre : Gussoni |
| dimanche 27 octobre 1974 4e journée | Altafini 30e 45e · Anastasi 68e · Causio 83e |       |        | Stadio Comunale, Turin 14h30 Arbitre : Gussoni |

| dimanche 3 novembre 1974 5e journée | Sampdoria      | 1 - 3 | Juventus                        | Stade Luigi-Ferraris, Gênes 14h30 Arbitre : Ciacci |
| dimanche 3 novembre 1974 5e journée | De Giorgis 46e |       | 66e 73e Altafini · 74e Anastasi | Stade Luigi-Ferraris, Gênes 14h30 Arbitre : Ciacci |

| dimanche 10 novembre 1974 6e journée | Cesena | 0 - 1      | Juventus | Stadio Dino Manuzzi, Cesena 14h30 Arbitre : Menicucci |
| dimanche 10 novembre 1974 6e journée |        | 85e Causio |          | Stadio Dino Manuzzi, Cesena 14h30 Arbitre : Menicucci |

| dimanche 24 novembre 1974 7e journée | Juventus           | 1 - 0 | Roma | Stadio Comunale, Turin 14h30 Arbitre : Trinchieri |
| dimanche 24 novembre 1974 7e journée | Damiani 56e (pen.) |       |      | Stadio Comunale, Turin 14h30 Arbitre : Trinchieri |

| dimanche 1er décembre 1974 8e journée | Inter | 0 - 1       | Juventus | Stadio Dino Manuzzi, Cesena 14h30 Arbitre : Ciacci |
| dimanche 1er décembre 1974 8e journée |       | 72e Capello |          | Stadio Dino Manuzzi, Cesena 14h30 Arbitre : Ciacci |

| dimanche 8 décembre 1974 9e journée | Juventus | 0 - 0 | Torino | Stadio Comunale, Turin 14h30 59 574 spectateurs Arbitre : Menicucci |
| dimanche 8 décembre 1974 9e journée |          |       |        | Stadio Comunale, Turin 14h30 59 574 spectateurs Arbitre : Menicucci |

| dimanche 15 décembre 1974 10e journée | Naples          | 2 - 6 | Juventus                                                                     | Stadio San Paolo, Naples 14h30 Arbitre : Agnolin |
| dimanche 15 décembre 1974 10e journée | Clerici 62e 73e |       | 27e Altafini · 37e (pen.) 41e Damiani · 51e Bettega · 70e Causio · 84e Viola | Stadio San Paolo, Naples 14h30 Arbitre : Agnolin |

| dimanche 22 décembre 1974 11e journée | Juventus   | 1 - 0 | Cagliari | Stadio Comunale, Turin 14h30 Arbitre : Ciulli |
| dimanche 22 décembre 1974 11e journée | Causio 89e |       |          | Stadio Comunale, Turin 14h30 Arbitre : Ciulli |

| dimanche 5 janvier 1975 12e journée | Lazio            | 1 - 0 | Juventus | Stadio Olimpico, Rome 14h30 Arbitre : Michelotti |
| dimanche 5 janvier 1975 12e journée | Scirea 42e (csc) |       |          | Stadio Olimpico, Rome 14h30 Arbitre : Michelotti |

| dimanche 12 janvier 1975 13e journée | Juventus                        | 2 - 0 | Ternana | Stadio Comunale, Turin 14h30 Arbitre : Prati |
| dimanche 12 janvier 1975 13e journée | Damiani 33e (pen.) · Causio 80e |       |         | Stadio Comunale, Turin 14h30 Arbitre : Prati |

| dimanche 19 janvier 1975 14e journée | Juventus | 0 - 0 | Fiorentina | Stadio Comunale, Turin 14h30 Arbitre : Serafino |
| dimanche 19 janvier 1975 14e journée |          |       |            | Stadio Comunale, Turin 14h30 Arbitre : Serafino |

| dimanche 26 janvier 1975 15e journée | Lanerossi Vicence | 1 - 2 | Juventus                  | Stadio Romeo Menti, Vicence 14h30 Arbitre : Menegali |
| dimanche 26 janvier 1975 15e journée | Savoldi 72e       |       | 41e Bettega · 53e Capello | Stadio Romeo Menti, Vicence 14h30 Arbitre : Menegali |

- Phase retour

| dimanche 2 février 1975 16e journée | Juventus | 0 - 0 | Bologne | Stadio Comunale, Turin 15h00 Arbitre : Casarin |
| dimanche 2 février 1975 16e journée |          |       |         | Stadio Comunale, Turin 15h00 Arbitre : Casarin |

| dimanche 9 février 1975 17e journée | Milan | 0 - 2 | Juventus | Stadio San Siro, Milan 15h00 Arbitre : Barbaresco |
| dimanche 9 février 1975 17e journée |       |       |          | Stadio San Siro, Milan 15h00 Arbitre : Barbaresco |

| dimanche 16 février 1975 18e journée | Juventus                                             | 3 - 0 | Varese | Stadio Comunale, Turin 15h00 Arbitre : Panzino |
| dimanche 16 février 1975 18e journée | Damiani 29e (pen.) · Anastasi 75e · Borghi 83e (csc) |       |        | Stadio Comunale, Turin 15h00 Arbitre : Panzino |

| dimanche 23 février 1975 19e journée | Ascoli | 0 - 0 | Juventus | Stadio Cino e Lillo Del Duca, Ascoli Piceno 15h00 Arbitre : Michelotti |
| dimanche 23 février 1975 19e journée |        |       |          | Stadio Cino e Lillo Del Duca, Ascoli Piceno 15h00 Arbitre : Michelotti |

| dimanche 2 mars 1975 20e journée | Juventus    | 1 - 1 | Sampdoria         | Stadio Comunale, Turin 15h00 Arbitre : Gialluisi |
| dimanche 2 mars 1975 20e journée | Damiani 31e |       | 19e (csc) Gentile | Stadio Comunale, Turin 15h00 Arbitre : Gialluisi |

| dimanche 9 mars 1975 21e journée | Juventus           | 1 - 0 | Cesena | Stadio Comunale, Turin 15h00 Arbitre : Picasso |
| dimanche 9 mars 1975 21e journée | Damiani 39e (pen.) |       |        | Stadio Comunale, Turin 15h00 Arbitre : Picasso |

| dimanche 16 mars 1975 22e journée | Roma             | 1 - 0 | Juventus | Stadio Olimpico, Rome 15h00 Arbitre : Menicucci |
| dimanche 16 mars 1975 22e journée | Morini 72e (csc) |       |          | Stadio Olimpico, Rome 15h00 Arbitre : Menicucci |

| dimanche 23 mars 1975 23e journée | Juventus       | 1 - 0 | Inter | Stadio Comunale, Turin 15h00 Arbitre : Menicucci |
| dimanche 23 mars 1975 23e journée | Cuccureddu 39e |       |       | Stadio Comunale, Turin 15h00 Arbitre : Menicucci |

| dimanche 30 mars 1975 24e journée | Torino                                 | 3 - 2 | Juventus                  | Stadio Comunale, Turin 15h00 40 795 spectateurs Arbitre : Ciacci |
| dimanche 30 mars 1975 24e journée | Pulici 19e (pen.) 71e · Zaccarelli 88e |       | 34e Bettega · 83e Capello | Stadio Comunale, Turin 15h00 40 795 spectateurs Arbitre : Ciacci |

| dimanche 6 avril 1975 25e journée | Juventus                  | 2 - 1 | Naples      | Stadio Comunale, Turin 15h30 Arbitre : Michelotti |
| dimanche 6 avril 1975 25e journée | Causio 19e · Altafini 88e |       | 59e Juliano | Stadio Comunale, Turin 15h30 Arbitre : Michelotti |

| dimanche 13 avril 1975 26e journée | Cagliari        | 1 - 1 | Juventus     | Stadio Sant'Elia, Cagliari 15h30 Arbitre : Menegali |
| dimanche 13 avril 1975 26e journée | Morini 5e (csc) |       | 87e Altafini | Stadio Sant'Elia, Cagliari 15h30 Arbitre : Menegali |

| dimanche 27 avril 1975 27e journée | Juventus                            | 4 - 0 | Lazio | Stadio Comunale, Turin 15h30 Arbitre : Casarin |
| dimanche 27 avril 1975 27e journée | Altafini 10e · Anastasi 83e 87e 88e |       |       | Stadio Comunale, Turin 15h30 Arbitre : Casarin |

| dimanche 4 mai 1975 28e journée | Ternana | 0 - 2                    | Juventus | Stadio Libero Liberati, Ternana 16h00 Arbitre : Gussoni |
| dimanche 4 mai 1975 28e journée |         | 33e Bettega · 63e Causio |          | Stadio Libero Liberati, Ternana 16h00 Arbitre : Gussoni |

| dimanche 11 mai 1975 29e journée | Fiorentina                                                     | 4 - 1 | Juventus       | Stadio Comunale, Florence 16h00 Arbitre : Agnolin |
| dimanche 11 mai 1975 29e journée | Zoff 34e (csc) · Antognoni 39e · Casarsa 73e (pen.) · Caso 78e |       | 61e (csc) Rosi | Stadio Comunale, Florence 16h00 Arbitre : Agnolin |

| dimanche 18 mai 1975 30e journée | Juventus                                                     | 5 - 0 | Lanerossi Vicence | Stadio Comunale, Turin 16h00 Arbitre : Michelotti |
| dimanche 18 mai 1975 30e journée | Damiani 8e 38e · Bettega 27e · Anastasi 36e · Cuccureddu 55e |       |                   | Stadio Comunale, Turin 16h00 Arbitre : Michelotti |

#### Classement
|  |    | Classement final 1974-1975 | Pts | MJ | V  | N  | D | BP | BC | Dif |
|  | -- | -------------------------- | --- | -- | -- | -- | - | -- | -- | --- |
|  | 1. | Juventus                   | 43  | 30 | 18 | 7  | 5 | 49 | 19 | +30 |
|  | 2. | Naples                     | 41  | 30 | 14 | 13 | 3 | 50 | 22 | +28 |
|  | 3. | Roma                       | 39  | 30 | 15 | 9  | 6 | 27 | 15 | +12 |

| 16e titre La Juventus championne d'Italie de Serie A de 1974-1975 |

### Résultats en coupe
- Phases de poule

| mercredi 28 août 1974 1re journée | Juventus                                    | 4 - 0 | Varese | Stadio Comunale, Turin 21h00 Arbitre : Prati |
| mercredi 28 août 1974 1re journée | Anastasi 7e · Damiani 39e 57e · Bettega 59e |       |        | Stadio Comunale, Turin 21h00 Arbitre : Prati |

| dimanche 1er septembre 1974 2e journée | Reggiana | 0 - 2                      | Juventus | Stadio Mirabello, Reggio d'Émilie 21h00 Arbitre : Barbaresco |
| dimanche 1er septembre 1974 2e journée |          | 69e Capello · 79e Anastasi |          | Stadio Mirabello, Reggio d'Émilie 21h00 Arbitre : Barbaresco |

| dimanche 8 septembre 1974 3e journée | Juventus                                  | 4 - 1 | Tarente             | Stadio Comunale, Turin 21h00 Arbitre : Lattanzi |
| dimanche 8 septembre 1974 3e journée | Damiani 11e 36e · Anastasi 65e (pen.) 89e |       | 40e (pen.) Listanti | Stadio Comunale, Turin 21h00 Arbitre : Lattanzi |

| dimanche 22 septembre 1974 5e journée | Avellino    | 1 - 2 | Juventus                | Stadio Partenio, Avellino 16h00 Arbitre : Casarin |
| dimanche 22 septembre 1974 5e journée | Ferrari 91e |       | 34e Bettega · 84e Viola | Stadio Partenio, Avellino 16h00 Arbitre : Casarin |

|  |    | Classement groupe 3 | Pts | MJ | V | N | D | BP | BC | Dif |
|  | -- | ------------------- | --- | -- | - | - | - | -- | -- | --- |
|  | 1. | Juventus            | 8   | 4  | 4 | 0 | 0 | 12 | 2  | +10 |
|  | 2. | Varese              | 5   | 4  | 2 | 1 | 1 | 4  | 5  | -1  |
|  | 3. | Reggiana            | 3   | 4  | 1 | 1 | 2 | 1  | 4  | -3  |

- 2e tour

| dimanche 25 mai 1975 1re journée | Bologne | 0 - 5                                              | Juventus | Stadio Comunale, Bologne 16h00 Arbitre : Menegali |
| dimanche 25 mai 1975 1re journée |         | 9e 45e 81e Anastasi · 10e (csc) Cresci · 75e Viola |          | Stadio Comunale, Bologne 16h00 Arbitre : Menegali |

| jeudi 29 mai 1975 2e journée | Juventus  | 1 - 2 | Inter                          | Stadio Comunale, Turin 21h00 Arbitre : Lattanzi |
| jeudi 29 mai 1975 2e journée | Viola 54e |       | 58e Boninsegna · 85e Facchetti | Stadio Comunale, Turin 21h00 Arbitre : Lattanzi |

| jeudi 12 juin 1975 3e journée | Milan     | 1 - 0 | Juventus | Stadio San Siro, Milan 21h00 Arbitre : Serafino |
| jeudi 12 juin 1975 3e journée | Bigon 76e |       |          | Stadio San Siro, Milan 21h00 Arbitre : Serafino |

| dimanche 15 juin 1975 4e journée | Juventus    | 1 - 0 | Bologne | Stadio Comunale, Turin 21h00 Arbitre : Bergamo |
| dimanche 15 juin 1975 4e journée | Bettega 61e |       |         | Stadio Comunale, Turin 21h00 Arbitre : Bergamo |

| jeudi 19 juin 1975 5e journée | Inter                     | 2 - 6 | Juventus                                                       | Stadio San Siro, Milan 20h30 Arbitre : Trinchieri |
| jeudi 19 juin 1975 5e journée | Boninsegna 21e 68e (pen.) |       | 1re 48e Anastasi · 33e 54e Viola · 52e Scirea · 60e Cuccureddu | Stadio San Siro, Milan 20h30 Arbitre : Trinchieri |

| dimanche 22 juin 1975 6e journée | Juventus                 | 2 - 1 | Milan       | Stadio Comunale, Turin 20h30 Arbitre : Barboni |
| dimanche 22 juin 1975 6e journée | Scirea 10e · Damiani 35e |       | 60e Sartori | Stadio Comunale, Turin 20h30 Arbitre : Barboni |

|  |    | Classement groupe B | Pts | MJ | V | N | D | BP | BC | Dif |
|  | -- | ------------------- | --- | -- | - | - | - | -- | -- | --- |
|  | 1. | Milan               | 9   | 6  | 4 | 1 | 1 | 8  | 3  | +5  |
|  | 2. | Juventus            | 8   | 6  | 4 | 0 | 2 | 15 | 6  | +9  |
|  | 3. | Inter               | 4   | 6  | 1 | 2 | 3 | 4  | 9  | -5  |

### Résultats en coupe UEFA
- 32e-de-finale

| mercredi 18 septembre 1974 Match aller | Vorwärts Francfort       | 2 - 1 | Juventus   | Stadion der Freundschaft, Francfort-sur-l'Oder 20h00 Arbitre : Corver |
| mercredi 18 septembre 1974 Match aller | Schuth 3e · Krautzig 73e |       | 8e Capello | Stadion der Freundschaft, Francfort-sur-l'Oder 20h00 Arbitre : Corver |

| mercredi 2 octobre 1974 Match retour | Juventus                                      | 3 - 0 | Vorwärts Francfort | Stadio Comunale, Turin 21h00 Arbitre : Burns |
| mercredi 2 octobre 1974 Match retour | Anastasi 17e · Hause 36e (csc) · Altafini 84e |       |                    | Stadio Comunale, Turin 21h00 Arbitre : Burns |

- 16e-de-finale

| mercredi 23 octobre 1974 Match aller | Hibernian                 | 2 - 4 | Juventus                                        | Easter Road, Édimbourg 19h00 Arbitre : Dubach |
| mercredi 23 octobre 1974 Match aller | Stanton 59e · Cropley 64e |       | 44e Capello · 69e 87e Altafini · 80e Cuccureddu | Easter Road, Édimbourg 19h00 Arbitre : Dubach |

| mercredi 6 novembre 1974 Match retour | Juventus                                      | 4 - 0 | Hibernian | Stadio Comunale, Turin 20h30 Arbitre : Eschweiler |
| mercredi 6 novembre 1974 Match retour | Bettega 10e · Anastasi 59e 83e · Altafini 74e |       |           | Stadio Comunale, Turin 20h30 Arbitre : Eschweiler |

- 8e-de-finale

| mercredi 27 novembre 1974 Match aller | Juventus    | 1 - 0 | Ajax | Stadio Comunale, Turin 15h00 Arbitre : Schiller |
| mercredi 27 novembre 1974 Match aller | Damiani 18e |       |      | Stadio Comunale, Turin 15h00 Arbitre : Schiller |

| mercredi 11 décembre 1974 Match retour | Ajax                         | 2 - 1 | Juventus           | Stadion De Meer, Amsterdam 20h15 Arbitre : Vigliani |
| mercredi 11 décembre 1974 Match retour | Blankenburg 15e · Mühren 90e |       | 21e (pen.) Damiani | Stadion De Meer, Amsterdam 20h15 Arbitre : Vigliani |

- Quarts-de-finale

| mercredi 5 mars 1975 Match aller | Juventus               | 2 - 0 | Hambourg SV | Stadio Comunale, Turin 20h30 Arbitre : Rainea |
| mercredi 5 mars 1975 Match aller | Capello 2e · Viola 12e |       |             | Stadio Comunale, Turin 20h30 Arbitre : Rainea |

| mercredi 19 mars 1975 Match retour | Hambourg SV | 0 - 0 | Juventus | Volksparkstadion, Hambourg 19h30 Arbitre : Loraux |
| mercredi 19 mars 1975 Match retour |             |       |          | Volksparkstadion, Hambourg 19h30 Arbitre : Loraux |

- Demi-finale

| mercredi 9 avril 1975 Match aller | Twente                        | 3 - 1 | Juventus     | Diekman Stadion, Enschede 20h00 Arbitre : Vigliani |
| mercredi 9 avril 1975 Match aller | Jeuring 20e · Zuidema 60e 83e |       | 64e Altafini | Diekman Stadion, Enschede 20h00 Arbitre : Vigliani |

| mercredi 23 avril 1975 Match retour | Juventus | 0 - 1       | Twente | Stadio Comunale, Turin 20h30 Arbitre : Glöckner |
| mercredi 23 avril 1975 Match retour |          | 10e Zuidema |        | Stadio Comunale, Turin 20h30 Arbitre : Glöckner |

### Matchs amicaux
| dimanche 18 août 1974 | Atalanta | 0 - 2            | Juventus |  |
| dimanche 18 août 1974 |          | Buteurs inconnus |          |  |

| jeudi 22 août 1974 | Juventus         | 2 - 1 | Olympiakos     |  |
| jeudi 22 août 1974 | Buteurs inconnus |       | Buteur inconnu |  |

| dimanche 25 août 1974 | Vicence        | 1 - 2 | Juventus         |  |
| dimanche 25 août 1974 | Buteur inconnu |       | Buteurs inconnus |  |

| mercredi 4 septembre 1974 | Olympiakos       | 2 - 4 | Juventus         |  |
| mercredi 4 septembre 1974 | Buteurs inconnus |       | Buteurs inconnus |  |

| vendredi 13 septembre 1974 | Padoue         | 1 - 4 | Juventus         |  |
| vendredi 13 septembre 1974 | Buteur inconnu |       | Buteurs inconnus |  |

| jeudi 26 septembre 1974 | Arezzo | 0 - 2            | Juventus |  |
| jeudi 26 septembre 1974 |        | Buteurs inconnus |          |  |

| lundi 2 juin 1975 | Piombino       | 1 - 4 | Juventus         |  |
| lundi 2 juin 1975 | Buteur inconnu |       | Buteurs inconnus |  |

| samedi 7 juin 1975 | Pro Patria | score inconnu | Juventus |  |
| samedi 7 juin 1975 |            |               |          |  |

| vendredi 27 juin 1975 | Plaisance        | 2 - 4 | Juventus         |  |
| vendredi 27 juin 1975 | Buteurs inconnus |       | Buteurs inconnus |  |

| jeudi 3 juillet 1975 | Palmeiras        | 2 - 0 | Juventus |  |
| jeudi 3 juillet 1975 | Buteurs inconnus |       |          |  |

| samedi 5 juillet 1975 | Flamengo         | 2 - 1 | Juventus       |  |
| samedi 5 juillet 1975 | Buteurs inconnus |       | Buteur inconnu |  |

| mardi 8 juillet 1975 | Vasco da Gama  | 1 - 0 | Juventus |  |
| mardi 8 juillet 1975 | Buteur inconnu |       |          |  |

## Effectif du club
Effectif des joueurs de la Juventus Football Club lors de la saison 1974-1975.

## Buteurs
Voici ici les buteurs de la Juventus Football Club toutes compétitions confondues.
| 21 buts - Pietro Anastasi 16 buts - Oscar Damiani 13 buts - José Altafini 10 buts - Roberto Bettega 7 buts - Franco Causio - Fernando Viola | 6 buts - Fabio Capello 4 buts - Antonello Cuccureddu 2 buts - Gaetano Scirea 1 but - Claudio Gentile |